# Tage wie diese
Tage wie diese ist ein Lied der Band Die Toten Hosen. Es ging als erste Singleauskoppelung dem Album Ballast der Republik voraus und wurde am 23. März 2012 über das bandeigene Label JKP veröffentlicht. Die Musik stammt von Andreas von Holst, den Text schrieb Campino in Zusammenarbeit mit Birgit Minichmayr.

## Entstehung
Andreas von Holst hatte sich vom Worksong Black Betty inspirieren lassen, den er in der 1970er-Jahre-Version der Band Ram Jam kannte, und von dem er zu Hause in seinem Kellerstudio im Jahr 2010 eine Demoversion eines Stückes mit dem Arbeitstitel Kreise drehen aufgenommen hatte. Die Band hatte den Song jedoch zunächst beiseite gelegt, da sie weder die Melodie überzeugte, noch Campino dazu ein passender Text einfiel. Erst durch die Hilfe von Birgit Minichmayr im Sommer 2011 entstanden ein passender Text und der Titel Tage wie diese. Der Song wurde als erster für das Album aufgenommen, das zum 30-jährigen Jubiläum der Band erscheinen sollte.
Bei der Aufnahme des Titels in den Principal-Studios in Senden übernahm Campino wie üblich den Gesangspart, Michael Breitkopf und Andreas von Holst spielten den Rhythmus- und Melodiepart an der E-Gitarre, Andreas Meurer begleitete am Bass und am Schlagzeug saß Vom Ritchie.

## Musik und Text
Der Text beschreibt aus der Ich-Perspektive das kollektive Glücksgefühl beim Feiern mit Musik.
Das knapp viereinhalbminütige Lied folgt der Einteilung: Intro, erste und zweite Strophe, erster Refrain, dritte Strophe, zweiter und dritter Refrain mit anschließendem Outro. Ein einfaches Riff in D-Dur, ausgeführt von Andreas von Holst, leitet das Lied mit wenigen Takten ein und begleitet die Melodiestimme, gesungen von Campino in allen Strophen. In der zweiten Strophe setzt das Schlagzeug ein, gespielt von Vom Ritchie. E-Bass und die zweite E-Gitarre, gespielt von Andreas Meurer und Michael Breitkopf, sind erst ab dem ersten Refrain zu hören.
Der erste Teil des Liedes, der aus zwei Strophen besteht, beschreibt die Vorfreude und das Treffen mit dem Freund oder dem Bekannten am verabredeten Punkt. Sie machen sich auf den Weg zum Veranstaltungsort, der sich in Düsseldorf befindet, denn laut Originaltext bahnen sie sich den Weg „entlang der Gassen, zu den Rheinterrassen über die Brücken, bis hin zu der Musik.“
Darauf folgt der Chorus aller Bandmitglieder im ersten Refrain: „An Tagen wie diesen wünscht man sich Unendlichkeit. An Tagen wie diesen haben wir noch ewig Zeit. Wünsch ich mir Unendlichkeit.“
In der dritten Strophe geht es neben dem Wunsch, das Schwimmen und Tauchen in der Menge kein Ende nehmen zu lassen, darum, sich gegenseitig zu beschützen. An der Stelle heißt es: „Komm, ich trag dich durch die Leute. Hab keine Angst, ich gebe auf dich Acht.“
Der darauf folgende zweite und dritte Refrain wurde mit dem Satz „In dieser Nacht der Nächte, die uns soviel verspricht, erleben wir das Beste, kein Ende ist in Sicht.“ ergänzt, dessen letzter Teil in mehrfacher Wiederholung das Ende des Liedes bildet.

## Veröffentlichungen

### Lied
Tage wie diese wurde erstmals als Maxi-CD am 23. März 2012 veröffentlicht. Die Single enthielt drei weitere Musikstücke: Champions League (Text und Musik: Campino und Funny van Dannen), Du fehlst (Text: Campino; Musik Andreas Meurer) und Was macht Berlin? (Text: Campino; Musik: Michael Breitkopf). Das Cover zeigt ein Foto von Andreas Gursky mit dem Titel May Day III, aufgenommen bei der gleichnamigen Techno-Party im Jahr 1998. Das Lied Tage wie diese erschien zudem auf dem Album Ballast der Republik am 4. Mai 2012; eine Liveversion befindet sich auf dem Album Der Krach der Republik, das am 22. November 2013 veröffentlicht wurde. Eine weitere Variante des Songs, aufgeführt von Campino, in Begleitung von Andreas von Holst an der akustischen Gitarre erschien auf dem Album Alles ohne Strom im Oktober 2019.
Eine Version des Liedes in spanischer Sprache mit dem Titel Días Como Estos wurde im August 2012 als Download veröffentlicht. Den Text schrieb Sebastián Teysera von der Band La Vela Puerca aus Uruguay. Eine Liveversion des Songs enthält die DVD Noches como Estas – Live in Buenos Aires.

### Musikvideo
Das Musikvideo zu Tage wie diese entstand unter der Regie von Joern Heitmann. Es handelt von einer Gruppe von 20- bis 30-jährigen Männern und Frauen, die sich zum gemeinsamen Graffitisprühen treffen. Die Szene wird immer wieder unterbrochen von Aufnahmen aus dem Studio, Live-Auftritten der Band, sowie von Fans des Bundesligavereins Fortuna Düsseldorf.

### Coverversionen
Coverversionen des Liedes wurden 2014 auf dem Album Nah bei dir von Adoro, 2015 auf dem Album Unendlich von Scala & Kolacny Brothers und 2018 auf dem Album …und tschüss von Heino veröffentlicht. Helene Fischer coverte das Lied auf ihrer Sommertour 2013. Zehn Jahre später wurde bekannt, dass die Band ihr die Veröffentlichung des Liedes auf einem Tonträger verbot.
Eine weitere Version entstand 2015 durch die Schweizer Rechtsrock-Band Amok. Da Amok den Text teilweise durch rechtsextreme Passagen ersetzte, strengte die Band Die Toten Hosen eine Unterlassungsklage an.
Radio PSR parodierte in Anspielung auf das Dieselfahrverbot 2018: „Mein Wagen fährt Diesel“.
Im April 2023 veröffentlichte Anastacia eine englische Version („Best Days“), die von Campino übersetzt wurde.

## Rezeption
Die Single erreichte Platz eins der Charts in Deutschland, Platz fünf in Österreich und Platz vier in der Schweiz. Neben den Singlecharts erreichte das Stück auch für drei Wochen die Spitzenposition der deutschen Airplaycharts. 2012 wurde sie in der Schweiz mit zwei, in Österreich mit einer Platinschallplatte und 2019 in Deutschland mit dreifachem Platin ausgezeichnet. Bei der Echoverleihung 2013 wurde der Song als „Hit des Jahres 2012“ prämiert. Zudem erhielt die Band für das Musikstück den Deutschen Musikautorenpreis 2013 in der Sparte „Erfolgreichstes Werk“.
Die deutsche Fußballnationalmannschaft wählte Tage wie diese zum „beliebtesten Song zum Einstimmen auf die Spiele zur Europameisterschaft 2012“. Das ARD-Radio unterlegte Auszüge aus den Live-Radioreportagen von den Vorrundenspielen mit dem Musikstück. Nach einer Umfrage der Forsa war Tage wie diese das beliebteste Lied bei deutschen Geschäftsreisenden im Jahr 2012. Die Rheinische Post kürt Tage wie diese zum „Lied des Sommers“. Es liefere den „Soundtrack zum gemeinschaftlichen Hochgefühl“. Es eigne sich zur „Beschallung von Volksfesten ebenso wie zur Feier eines Sieges bei der Fußball-EM“. In der Hörerhitparade Die größten Hits aller Zeiten die von SWR1 ausgetragen wurde, erreichte Tage wie diese den vierten Platz von 2000 Musiktiteln.
Redakteur Jens Bauszus von Focus-Online stellt fest, dass Tage wie diese trotz „seiner sich langsam aufbauenden Gitarrenwand und dem melodiösen Refrain […]“ typisch für Die Toten Hosen sei. Die „nostalgische Hymne auf die Euphorie vor einem Auftritt“ stehe „perfekt für ihren Wandel im Laufe der Zeit“.
Am Abend der Bundestagswahl 2013 feierten die führenden Politiker der CDU ihren Wahlsieg, tanzten, klatschten und sangen dazu öffentlich zum Lied Tage wie diese. Die Band Die Toten Hosen, die sich bereits im Wahlkampf vom Einsatz ihres Liedes für politische Zwecke distanziert hatte, reagierte darauf mit Spott. Wenige Tage nach der Wahlfeier entschuldigte sich Angela Merkel telefonisch bei Campino für den Auftritt ihrer Partei.

### Chartplatzierungen
| ChartsChartplatzierungen | Höchstplatzierung | Wochen |
| ------------------------ | ----------------- | ------ |
| Deutschland (GfK)        | 1 (85 Wo.)        | 85     |
| Österreich (Ö3)          | 5 (60 Wo.)        | 60     |
| Schweiz (IFPI)           | 4 (62 Wo.)        | 62     |

| ChartsJahrescharts (2012) | Platzierung |
| ------------------------- | ----------- |
| Deutschland (GfK)         | 2           |
| Österreich (Ö3)           | 10          |
| Schweiz (IFPI)            | 21          |

| ChartsJahrescharts (2013) | Platzierung |
| ------------------------- | ----------- |
| Deutschland (GfK)         | 98          |

| ChartsJahrescharts (2010–2019) | Platzierung |
| ------------------------------ | ----------- |
| Österreich (Ö3)                | 22          |

### Auszeichnungen für Musikverkäufe
| Land/Region        | Auszeichnungen für Musikverkäufe (Land/Region, Auszeichnung, Verkäufe) | Verkäufe |
| ------------------ | ---------------------------------------------------------------------- | -------- |
| Deutschland (BVMI) | 3× Platin                                                              | 900.000  |
| Österreich (IFPI)  | Platin                                                                 | 30.000   |
| Schweiz (IFPI)     | 2× Platin                                                              | 60.000   |
| Insgesamt          | 5× Platin ·                                                            | 990.000  |